# فینکس (فرایند تولید فولاد)

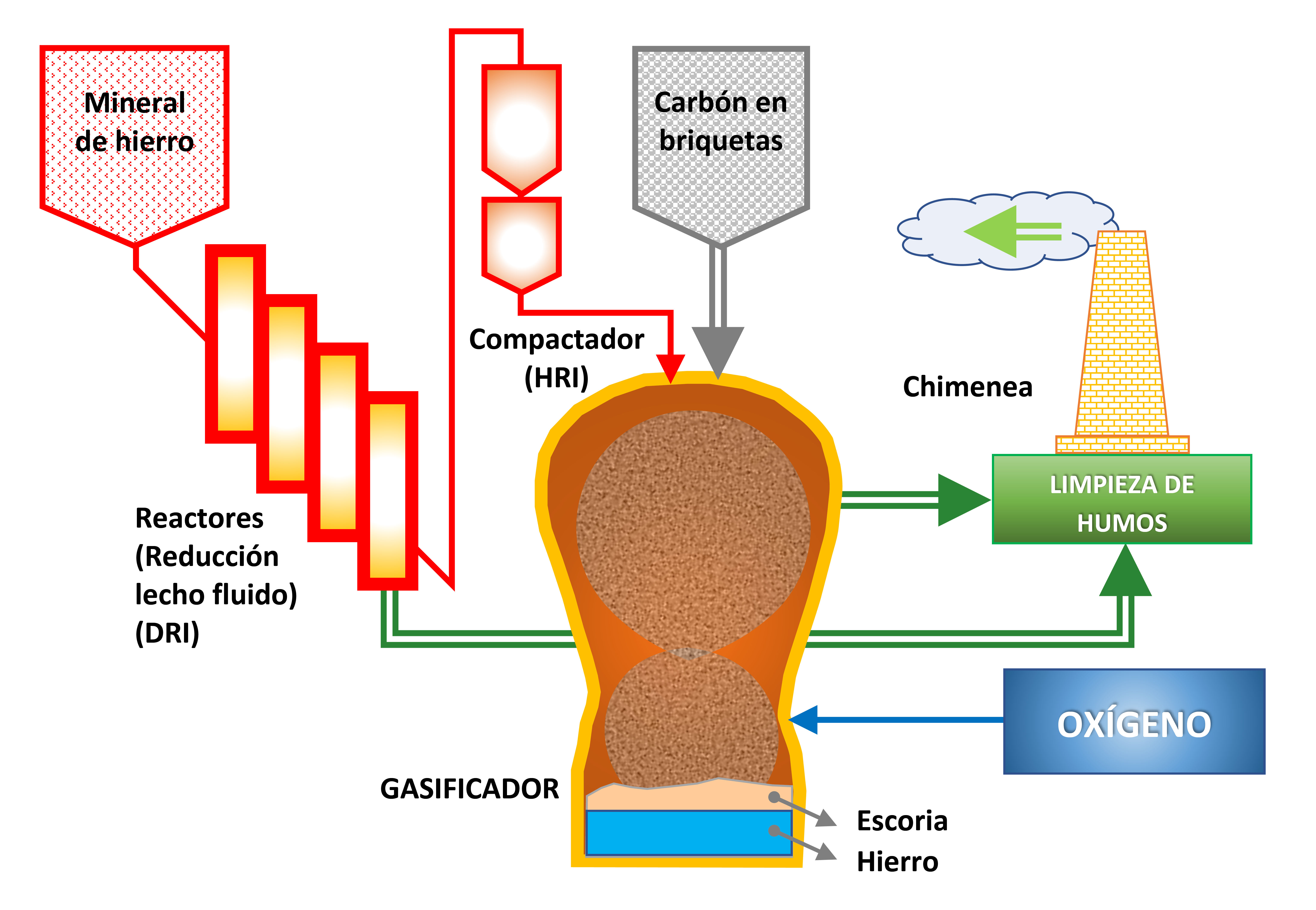
فرآیند فینکس

فینکس (به انگلیسی: FINEX) نوعی تکنولوژی تولید آهن است که به وسیله Siemens VAI و پوسکو گسترش یافته‌است.
این فناوری یک تکنولوژی جدید و نسبتاً سازگار با محیط زیست است که اساس آن تولید چدن مذاب با استفاده مستقیم از سنگ آهن و زغال سنگ (بخصوص زغال سنگ غیر کک شو)، بدون انجام فرایندهای کک سازی و سینترینگ است.
ادعا شده‌است که این روش ۱۰ تا ۱۵ درصد صرفه جویی در هزینه‌های تولید نسبت به روش کوره بلند دارد.